# W. Chrystie Miller

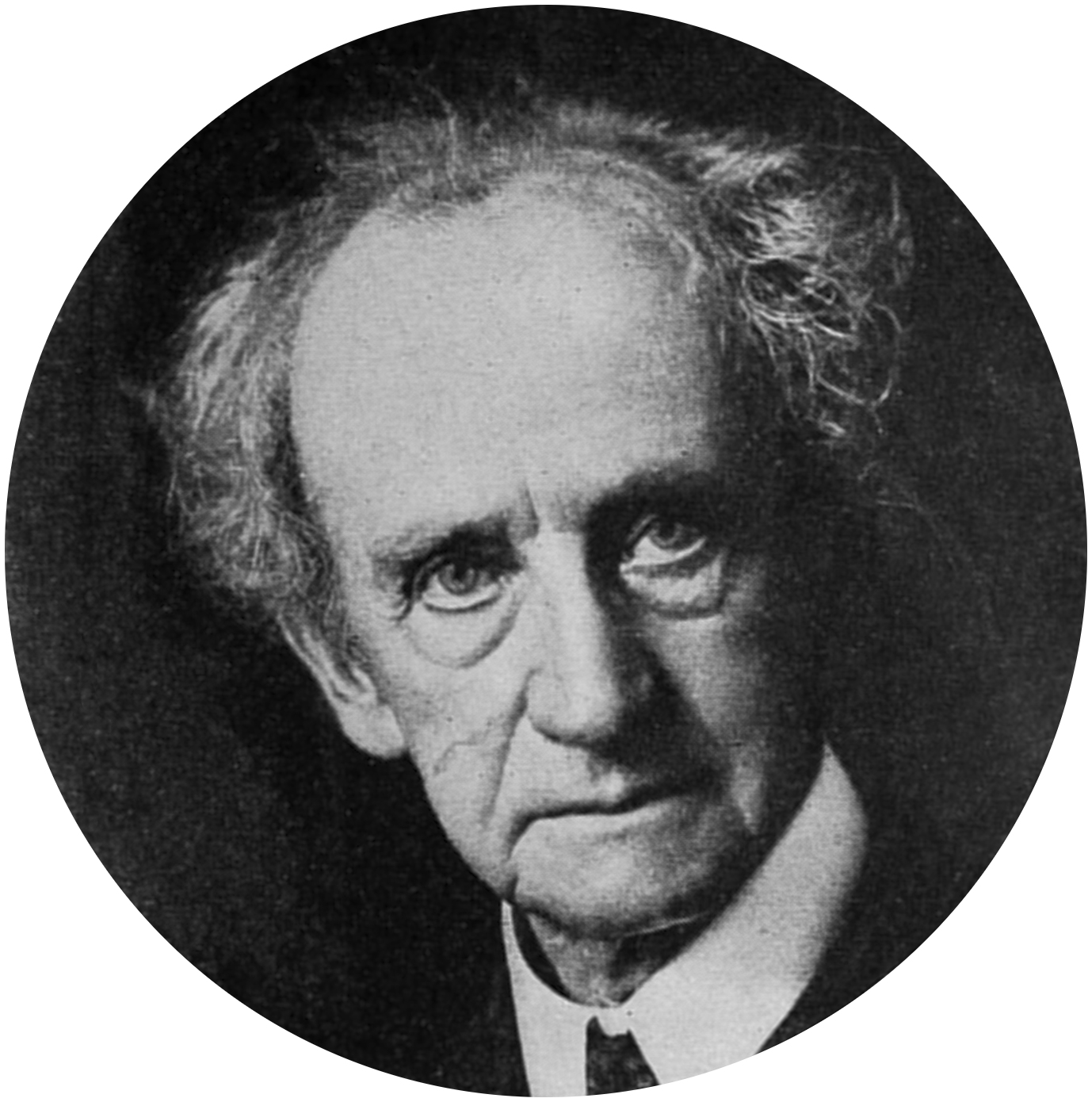
W. Chrystie Miller, 1915

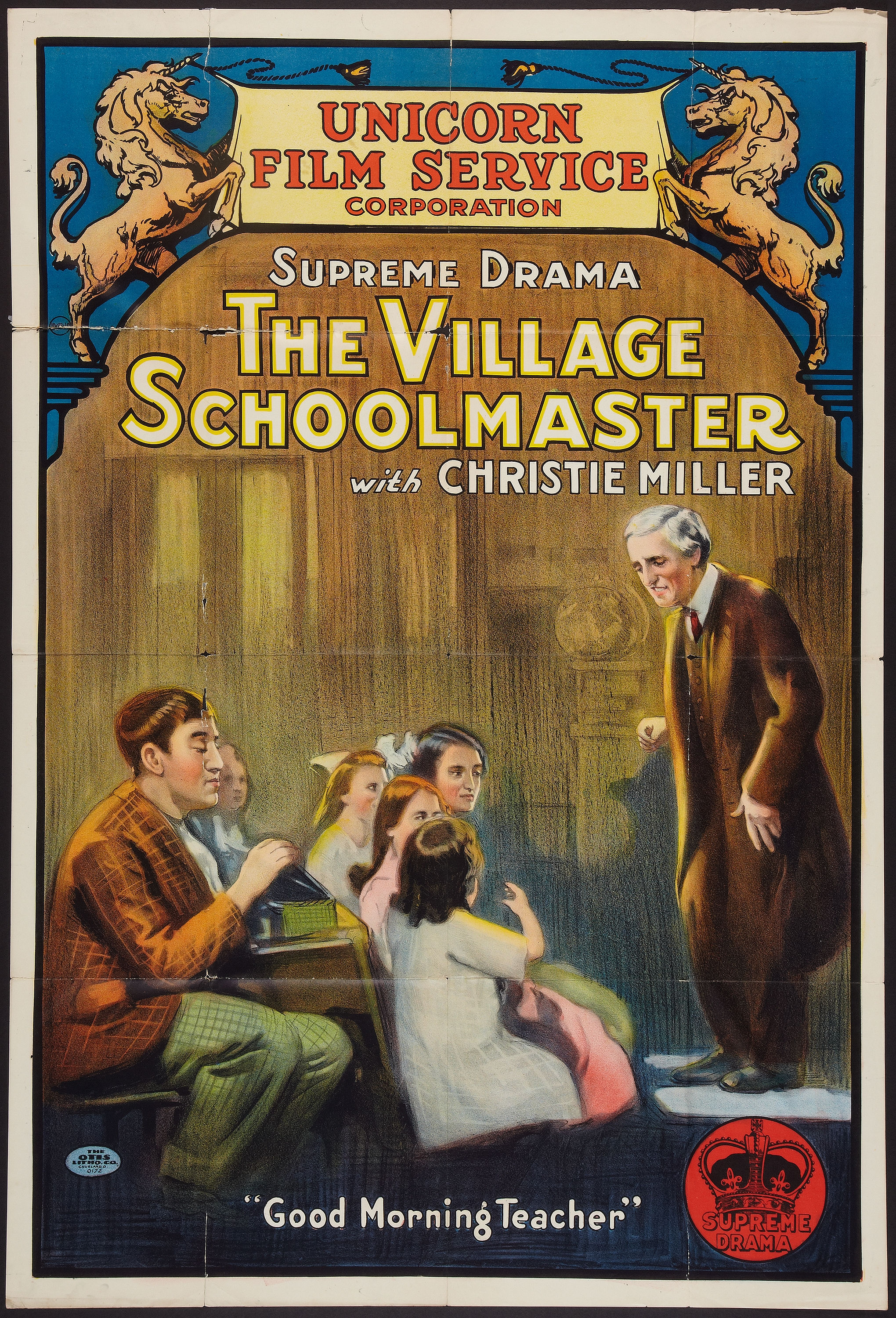
Filmplakat für The Village Schoolmaster, 1912

William Chrystie Miller (geboren am 10. August 1843 in Dayton, Ohio; gestorben am 23. September 1922 in New York, New York) war ein US-amerikanischer Schauspieler der Stummfilmzeit. Er spielte zwischen 1908 und 1914 in 140 Filmen mit.

## Werdegang
Über W. Chrystie Miller Leben vor dem Film ist wenig bekannt. Er war zunächst Theaterschauspieler, von August bis November 1908 gab er im Garden Theatre auf der Madison Avenue am New Yorker Broadway in 87 Vorstellungen den Heinrich in Ferenc Molnárs The Devil (ungarisches Original Az ördög, deutsch Der Teufel, 1907).
Erst 1908, mit 65 Jahren, kam Miller zur American Mutoscope and Biograph Company, wo er eine Nebenrolle in The Zulu’s Heart übernahm. Bis 1914 spielte er in mehr als 130 Filmen mit, fast ausschließlich unter der Regie von David Wark Griffith. Als einer der ältesten Schauspieler dieses Mediums war sein Spitzname beim Publikum The Grand Old Man of the Photodrama. Sein letzter Film war Judith von Bethulien.
Miller lebte zuletzt im Actors’ Fund Home in Staten Island, New York City. Er starb am 23. September 1922 im Alter von 79 Jahren.

## Filmografie (Auswahl)
- 1908: The Zulu’s Heart
- 1909: Der Weizenkönig (A Corner in Wheat)
- 1909: A Trap for Santa Claus
- 1910: In the Border States
- 1910: The Fugitive
- 1911: The Battle
- 1911: The Last Drop of Water
- 1911: The Lonedale Operator
- 1911: Swords and Hearts
- 1911: His Trust
- 1912: The Village Schoolmaster
- 1913: A Timely Interception
- 1913: Die Waisen der Ansiedlung (The Battle at Elderbush Gulch)
- 1914: Judith von Bethulien (Judith of Bethulia)